# Luís António Verney

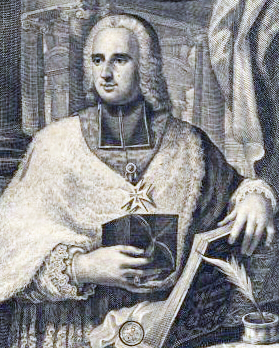
Luís António Verney

Luís António Verney,  también Vernei (Lisboa, 1713-Roma, 1792), fue un filósofo, escritor, pedagogo y teólogo portugués, que usó el pseudónimo O Barbadinho.
Principal figura de la Ilustración en Portugal; hijo de padre francés y madre portuguesa, estudió lengua y literatura latina y griega en el Colégio de Santo Antão en 1720, Filosofía y Teología en la Universidad de Évora, formó parte de la Congregación del Oratorio, y marchó a Roma en 1736, donde se doctoró en Teología y Jurisprudencia, en la Universidad de la Sapienza.
Verney fue autor de una conocida obra, O Verdadeiro Método de Estudar, publicada en 1746, que cuestionaba los métodos tradicionales de enseñanza, postulando un mayor interés por lo empírico, y menor por lo teórico, que ambos sexos debían recibir instrucción elemental, y que el Estado debía costear la educación. Obra acompañada de abundante polémica en su país, también sería traducida al español. Bajo Juan V de Portugal, Verney colaboró en el proceso de reforma pedagógica del reino. Enfermo, sus últimos años los pasó en Roma.